# Білий Петро Михайлович
Петро Михайлович Білий (12 липня 1939, Київ, УРСР — 12 січня 2020, Житомир, Україна) — радянський футболіст, захисник. Майстер спорту СРСР, тренер вищої категорії. Володар Кубка УРСР 1972. Виступав за команди другого і третього ешелонів радянського футболу.

## Біографія
Народився у Києві. Змалку захопився грати у футбол. Ходив до дитячо-юнацької футбольної школи № 1 при Київському міському відділі освіти. Його першим учителем став заслужений тренер СРСР Михайло Корсунський.
До 1961 року Петра Білого взяли у київський «Арсенал», який згодом змінює назву на «Темп» Київ. Гравцем «Темпу» він був у 1962—1964 роках. За його власними словами амплуа він визначив для себе сам:
|  | Найбільше мені сподобалася гра в захисті. Важко назвати успішною в плані виступів мою першу команду «Аресенал», проте я там провів три роки. |

Згодом грав за «Прометей» Дніпродзержинськ (1965—1967) і у 1967 році перейшов до «Автомобілісту» Житомир, де й грав під № 3 до закінчення своєї кар'єри у 1973 році. Граючи в захисті, ніколи не виключав можливості переходити в напад. За «Автомобіліст» Петро Михайлович забив два м'ячі. Через травму у кінці 1973 року був змушений завершити кар'єру.
У 1976 тренер, а в 1977 (по липень) — старший тренер рівненського «Авангарду». У 1978 (по травень) — начальник команди «Локомотив» Вінниця.
Був членом виконкому Житомирської обласної федерації футболу. Засновник футзального руху на Житомирщині, ексголова Федерації міні-футболу та ексголова Асоціації футзалу в Житомирській області та в місті Житомир.
З 1978 працював в Житомирській спеціалізованій дитячо-юнацькій школі олімпійского резерву «Полісся», тренуючи молодих футболістів.
Помер 12 січня 2020 року.